# Semiothisa quadrinotaria
Semiothisa quadrinotaria är en fjärilsart som beskrevs av Herrich-Schäffer 1858. Semiothisa quadrinotaria ingår i släktet Semiothisa och familjen mätare. Inga underarter finns listade i Catalogue of Life.